# Micropora gracilis
Micropora gracilis is een mosdiertjessoort uit de familie van de Microporidae. De wetenschappelijke naam van de soort is voor het eerst geldig gepubliceerd in 1949 door Uttley.